# Chang: A Drama of the Wilderness

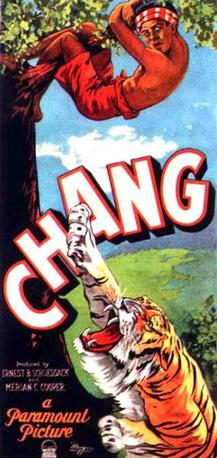
Cartaz do filme documentário americano Chang: Drama of the Wilderness (1927).

Chang: A Drama of the Wilderness é um filme norte-americano de 1927, do gênero documentário de aventura, dirigido por Merian C. Cooper e Ernest B. Schoedsack.